# Ружди Лата
Ружди Лата (на македонска литературна норма: Ружди Љата, на албански: Ruzhdi Lata) е ислямски духовник и политик от Република Македония от албански произход.

## Биография
Лата е роден в 1953 година в западномакедонския град Дебър. Завършва средно образование в медресето „Алаудин“ в Прищина, след което завършва Филологическия факултет на Прищинския университет в катедрата по източни езици, където получава магистърска степен. От 1980 до 1991 година работи в Ислямска религиозна общност и е преподавател в Прищенския университет в катедрата по източни езици. Преподава и в Ислямските факултети в Скопския и в Тетовския университет. До 2013 година, когато е избран за кмет на Дебър, е шеф на Дебърското мюфтийство. В 2017 година е избран за втори мандат.
След късо и тежко боледуване Лата умира на 24 ноември 2018 година.